# Dysdera elburzica
Espèce
Synonymes
- Dysderella elburzica Zamani, Marusik & Szűts, 2023

Dysdera elburzica est une espèce d'araignées aranéomorphes de la famille des Dysderidae.

## Distribution
Cette espèce est endémique de la province de Téhéran en Iran. Elle se rencontre vers le barrage de Latyan.

## Description
Le mâle holotype mesure 3,63 mm.

## Systématique et taxinomie
Cette espèce a été décrite sous le protonyme Dysderella elburzica par Zamani, Marusik et Szűts en 2023. Elle est placée dans le genre Dysdera par Bellvert, Dimitrov, Zamani et Arnedo en 2024.

## Étymologie
Son nom d'espèce lui a été donné en référence au lieu de sa découverte, l'Elbourz.

## Publication originale
- Zamani, Marusik & Szűts, 2023 : « A survey of Dysderella Dunin, 1992 (Araneae, Dysderidae), with a new species from Iran. » Zoosystematics and Evolution, vol. 99, no 2, p. 337-344 (texte intégral).